# Jean de La Bruyère

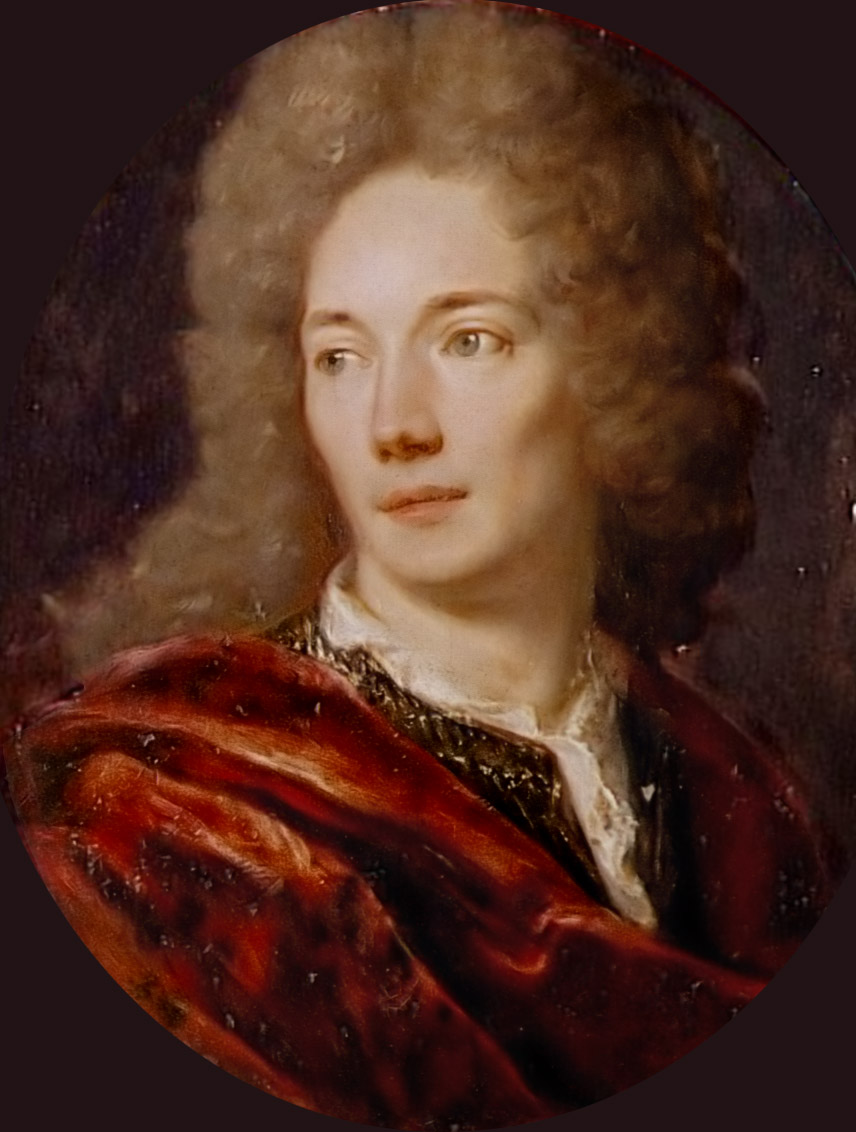
Jean de La Bruyère, geportretteerd door Nicolas de Largillière.

Jean de La Bruyère (Parijs, 16 augustus 1645 – Versailles, 10 mei 1696) was een Frans schrijver en moralist. Hij werd vooral bekend door zijn werk Les Caractères de Théophraste, traduits du grec, avec les caractères ou les mœurs de ce siècle met satirische portretten van zijn tijdgenoten.

## Levensloop
Lang werd gedacht dat La Bruyère geboren werd in de buurt van Dourdan. Uit zijn doopakte blijkt dat hij de dag na zijn geboorte gedoopt werd op het Île de la Cité te Parijs. Hij was de oudste zoon van Louis de La Bruyère, financieel inspecteur op het stadhuis van Parijs.
De jonge La Bruyère kreeg waarschijnlijk zijn opleiding bij de oratorianen in de Franse hoofdstad. Daarna studeerde hij rechten aan de Universiteit van Orléans. Hij keerde terug naar Parijs en schreef er zich in aan de balie. Hij pleitte er echter weinig en werd na verloop van tijd benoemd tot trésorier générale de France (algemeen staatsontvanger) in de Normandische stad Caen. Dit ambt oefende hij slechts een korte tijd uit. 
In de Franse hoofdstad was hij privéleraar. In 1684 werd La Bruyère op aanbeveling van bisschop Jacques-Bénigne Bossuet een van de opvoeders van Lodewijk III van Bourbon-Condé, de kleinzoon van Lodewijk II van Bourbon-Condé. Hij onderwees er geschiedenis, geografie en werking van de Franse instituties aan de jonge hertog. La Bruyère  had bij de Condés geen gemakkelijke tijd: de hertog was onhandelbaar en zijn vader Hendrik III Julius van Bourbon-Condé vertoonde een zeer excentriek gedrag wat hem de bijnaam Condé de Gek opleverde. Nadat zijn opvoedende taak door de dood van Lodewijk II van Bourbon-Condé in 1686 beëindigd werd, een taak waaraan hij later met verbittering terugdacht, bleef La Bruyère in dienst van de familie als letterkundige.
Na een twee mislukte pogingen werd La Bruyère in 1693 uiteindelijk toch verkozen tot lid van de Académie française waar de Strijd tussen de klassieken en de modernen hevig woedde. In zijn inhuldigingsrede op 15 juni 1693 trok La Bruyère, die voorgedragen was door de ouden, fel van leer tegen de modernen die op dat moment de bovenhand hadden genomen. De controverse die zijn toespraak uitlokte zorgde ervoor dat de academie besloot een nieuw artikel aan haar statuten toe te voegen waarin de ingehuldigde verplicht werd zijn toespraak vooraf te laten beoordelen door een commissie van academici.
La Bruyère stierf in 1696 op 50-jarige leeftijd, officieel aan de gevolgen van een beroerte. Na zijn onverwachte dood ontstonden er geruchten dat hij zou gestorven zijn door vergiftiging. Een bewijs hiervoor werd nooit gevonden.

## Werk

### Les Caractères

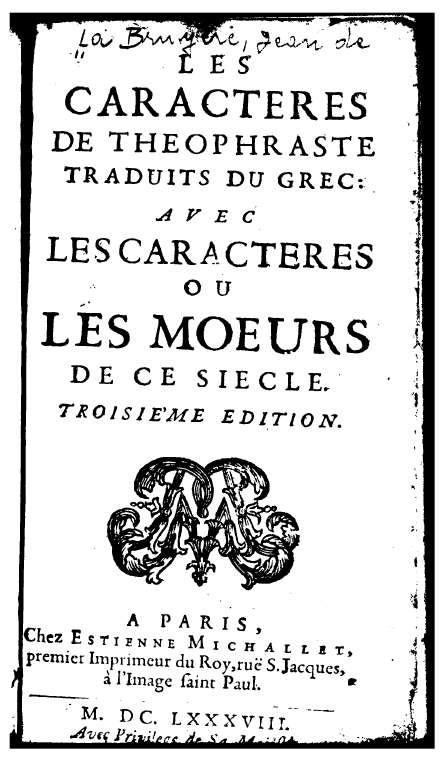
Cover van de derde uitgave van Les Caractères

De eerste editie van zijn hoofdwerk Les Caractères de Théophraste, traduits du grec, avec les caractères ou les mœurs de ce siècle verscheen in maart 1688. Het werk bevat een vertaling van het werk Charakteres van de Griekse geleerde Theophrastus, die een leerling was van Aristoteles. In het tweede gedeelte voegde La Bruyère een reeks "karakters" van eigentijdse personen toe, naast aforismen en reflecties. Deze – min of meer gefingeerde maar wel duidelijk herkenbare – portretten van tijdgenoten, zoals bijvoorbeeld Gourville, waren dikwijls satirisch van aard en bezorgden hem diverse malen de haat van de geportretteerde. 
Het werk kende onmiddellijk een groot succes en werd nog datzelfde jaar twee keer herdrukt. In de vierde uitgave van 1689 en in de verdere edities de daaropvolgende jaren voegde La Bruyère telkens enkele tientallen nieuwe portretten toe aan het werk. In totaal verschenen er negen edities, de laatste in 1696 kort na zijn dood.

### Dialogues sur le quiétisme
Na zijn dood verscheen in 1699 nog het essay Dialogues sur le quiétisme waarin hij zijn beschermheer Jacques-Bénigne Bossuet steunde in diens strijd tegen Madame Guyon en François Fénelon, de meest invloedrijke aanhangers en verspreiders van het quiëtisme in Frankrijk.

## Belang van La Bruyère
La Bruyère had een belangrijke plaats in de Franse literatuur in de 17e eeuw. Zijn werk is van groot belang als historisch document. Als moralist beschreef hij op een satirische manier de omgangsvormen en mores van de Franse aristocratie tegen het einde van de regering van Lodewijk XIV, zonder daarover te willen oordelen. 
La Buyères citaat Het tegenovergestelde van wat algemeen voor waar wordt aangenomen, is vaak de waarheid was het motto van The People's Almanac, een Amerikaans naslagwerk met trivia.